# Arakonam
Arakonam (en tamil: அரக்கோணம் ) es una localidad de la India en el distrito de Ranipet, estado de Tamil Nadu.

## Geografía
Se encuentra a una altitud de 88 m.s.m. a 66 km de la capital estatal, Chennai, en la zona horaria UTC +5:30.

## Demografía
Según estimación 2010 contaba con una población de 82 959 habitantes.